# Peter Adelaar
Peter Adelaar, (* 26. února 1947 – 16. října 2004 v Amsterdamu, Nizozemsko) byl nizozemský zápasník – judista.

## Sportovní kariéra
S judem začínal po boku Antona Geesinka, Wima Rusky a především Petera Snijderse, který byl jeho osobním trenérem. Roli pokračovatele úspěchů nizozemské těžké váhy však po odchodu Rusky v roce 1973 nenaplnil. S výškou nad 2,10m a vahou okolo 140kg patřil k nejvyšším judistům své doby. Svojí neohrabaností a malému zápasnickému entuziasmu byl snadnou kořistí o hlavu menších, ale do boje zapálenějších soupeřů. Svojí reprezentační kariéru ukončil v roce 1981 po nevydařeném vystoupení na olympijských hrách v Moskvě, kde vypadl v prvním kole v těžké váze s Vladimírem Kocmanem a o několik dní později skončil podobně v prvním kole v kategorii bez rozdílu vah. V roce 2004 odešel v tichosti ve věku 57 let po srdečním infarktu.

## Výsledky

### Váhové kategorie
| Turnaj             | 1971       | 1972       | 1973       | 1974       | 1975       | 1976       | 1977       | 1978       | 1979       | 1980       |
| Turnaj             | 24         | 25         | 26         | 27         | 28         | 29         | 30         | 31         | 32         | 33         |
| Turnaj             | těžká váha | těžká váha | těžká váha | těžká váha | těžká váha | těžká váha | těžká váha | těžká váha | těžká váha | těžká váha |
| ------------------ | ---------- | ---------- | ---------- | ---------- | ---------- | ---------- | ---------- | ---------- | ---------- | ---------- |
| Olympijské hry     |            | —          |            |            |            | —          |            |            |            | úč.        |
| Mistrovství světa  | úč.        |            | 5.         |            | úč.        |            |            |            | úč.        |            |
| Mistrovství Evropy | ?          | ?          | 3.         | ?          | ?          | ?          | 3.         | 1.         | 3.         | 3.         |

### Bez rozdílu vah
| Turnaj             | 1971 | 1972 | 1973 | 1974 | 1975 | 1976 | 1977 | 1978 | 1979 | 1980 |
| Turnaj             | 24   | 25   | 26   | 27   | 28   | 29   | 30   | 31   | 32   | 33   |
| ------------------ | ---- | ---- | ---- | ---- | ---- | ---- | ---- | ---- | ---- | ---- |
| Olympijské hry     |      | —    |      |      |      | —    |      |      |      | úč.  |
| Mistrovství světa  | —    |      | úč.  |      | úč.  |      |      |      | —    |      |
| Mistrovství Evropy | ?    | ?    | ?    | ?    | 3.   | ?    | ?    | ?    | ?    | ?    |